# Mike Brisiel
Michael Scott Brisiel (San Marcos, 14 marzo 1983) è un giocatore di football americano statunitense che gioca nel ruolo di guardia nella National Football League (NFL), che è attualmente free agent. Al college ha giocato a football alla Colorado State University.

## Carriera universitaria
Nei suoi 4 anni con i Colorado State Rams vinse il seguente premio:
- Honorable mention All-Mountain West: 1

2004

## Carriera professionistica

### Houston Texans
Brisiel firmò il 4 maggio 2006 come free agent con gli Houston Texans, dopo non esser stato scelto al draft NFL 2006. Il 28 agosto venne svincolato per poi unirsi il 4 settembre con la squadra di allenamento. Il 9 ottobre venne svincolato. Infine il 24 dello stesso mese si riunì con la squadra d'allenamento. Il 1º gennaio 2007 rifirmò con i Texans ma dopo una settimana venne assegnato alla lega NFL Europe, il 1º settembre venne nuovamente svincolato per poi unirsi due giorni dopo con la squadra d'allenamento. Il 4 dicembre fu promosso in prima squadra e debuttò come professionista il 9 dello stesso mese contro i Tampa Bay Buccaneers. Concluse la stagione giocando 4 partite tutte da titolare con attribuite 2 penalità che causarono la perdita di 10 yard.
Nella stagione 2008 giocò 16 partite tutte da titolare con attribuite 6 penalità che causarono la perdita di 45 yard. L'anno seguente dopo 5 partite, il 14 ottobre 2009 venne inserito nella lista infortunati per un problema al piede. Finì con 5 partite tutte da titolare con attribuita una penalità che causò la perdita di 10 yard.
Nella stagione successiva dopo 12 partite si infortunò alla spalla, il 15 dicembre 2010 venne inserito nella lista infortuniti chiudendo la stagione in anticipo. Giocò 12 partite di cui 9 da titolare con attribuite 2 penalità che causarono la perdita di 10 yard. Il 31 luglio 2011 firmò un contratto annuale per 1,835 milioni di dollari. Giocò 13 partite tutte da titolare con attribuite 8 penalità che causarono la perdita di 60 yard.

### Oakland Raiders
Il 18 marzo 2012 firmò un contratto di 5 anni per un totale di 20 milioni di dollari, inclusi 3,4 milioni di bonus alla firma.. Giocò 15 partite tutte da titolare con attribuite 9 penalità che causarono la perdita di 70 yard. Terminata la stagione regolare, si sottopose ad un importante intervento alla caviglia dolorante, che lo afflisse per tutta la stagione precedente. Il 4 marzo 2013 accettò di ridursi il contratto di base della stagione 2013 da 4,35 milioni di dollari a 1,3 milioni. Chiuse giocando 15 partite tutte da titolare con attribuite 6 penalità che causarono la perdita di 55 yard.
Il 1º aprile 2014 venne svincolato dai Raiders per liberare 1,38 milioni di dollari nel tetto salariale.

## Statistiche
| Partite totali      | 80 |
| Partite da titolare | 77 |

Statistiche aggiornate alla stagione 2013